# Осуна
Хуан Карлос Осуна Росадо, познатији као Осуна (шп. Juan Carlos Ozuna Rosado; Сан Хуан, 13. март 1992), порторикански је треп и регетон певач.

## Дискографија

### Студијски албуми
- (2017)
- (2018)
- (2019)

### Микстејпови
TBA — Trap Cartel (ft. Yampi)

### Синглови
- (2012)
- (2012)
- (2013)
- (2013)
- (2013)
- (2013)
- (2014)
- (2014)
- (2014)
- (2014)
- (2014)
- (2014)
- (2014)
- (2014)
- (2014)
- (2014)
- (2014)
- (2014)
- (2014)
- (2015)
- (Remix) (2015)
- (2015)
- (2015)
- (2015)
- (2015)
- (2015)
- (2015)
- (2015) (ft. Juanka El Problematik)
- (2015)
- (2015)
- (Remix) (2015) (ft....)
- (2015)
- (2015)
- (2015)
- (2015)
- (2015)
- (Remix) (2015) (ft. Arcángel & Farruko)
- (2015)
- (2016)
- 69 (2016)
- (2016)
- (2016)
- (2016)
- (Remix) (2016)
- (Remix) (2016)  (ft. Daddy Yankee)
- (2016)
- (2016)
- (2016) (ft. Pusho, Alexio La Bestia & Juanka El Problematik)
- (2016) (ft. Arcángel, Cosculluela & Brytiago)
- (2016)
- (2016)
- (Remix) (2017) (ft. Yandel)
- (2017)
- (2017)
- (2017)
- (2017) (ft. Pusho y Anuel AA)
- (ft. Anuel AA) (2017)
- (2017)
- (2017)
- (ft. Alex Sentation) (2017)

### Сарадње
- (Remix) (2013) (ft. Galante El Emperador)
- (2014) (ft. Gotay)
- (2015) (ft. De La Ghetto)
- (2015)
- (2015) (ft. Juanka El Problematik)
- (2015) (ft. Juanka "El Problematick", Elio "El Mafiaboy", Anonimus, Lyan, Young Izak
- (2016) (ft. Lui-G 21 Plus)
- (Remix) (2016) (ft. Wambo, Benny Benni, Almighty, Anonimus y Bryant Myers)
- (2016) (ft. Arcángel, De La Ghetto, Anuel AA)
- (Remix) (2016)  (ft. Young Izak, Sammy y Falsetto, Juanka "El Problematick" y Lionnex)
- (2016) (ft. D-Enyel y Alexio)
- (2016) (ft. Tito "El Bambino" y Egwa)
- (2016) (ft. Pusho)
- (Remix) (2016) (ft. Pusho, Jowell y Randy y Nio García)
- (2016) (ft. J Álvarez)
- (Remix) (2016) (ft. Farruko, Arcángel, Anuel AA, Bryant Myers, Ñengo Flow, Kevin Roldán, Ñejo, Alexio La Bestia, Darell)
- (Remix) (2016) (ft. Alexio La Bestia, Farruko, Arcángel, Cosculluela, Zion)
- (2016) (ft. Bad Bunny, Arcángel, Farruko, Ñengo Flow)
- (Spanish Remix) (2016) (ft. Zion & Lennox, Le Magic, Ñengo Flow)
- (Remix) (2016) (ft. De La Ghetto, Ñengo Flow, Lui-G 21 Plus, Pusho, Alexio La Bestia)
- (Remix) (2016) (ft. Lui-G 21 Plus, Kevin Roldán, Pusho, Alexio La Bestia)
- (2016) (ft. Arcángel)
- (2016) (ft. Kendo Kaponi)
- (Remix) (2016) (ft. Jory Boy)
- (2016) (ft. Karol G)
- (2017) (ft. Daddy Yankee)
- (2017) (ft. Cosculluela, Baby Rasta & Gringo, Ñengo Flow)
- (2017) (ft. Ñengo Flow)
- (2017) (ft. J Balvin, Arcangel)
- (2017) (ft. Wisin)
- (Remix) (2017) (ft. Wisin, Bad Bunny, De La Ghetto, Arcángel, Noriel & Almighty
- (Remix) (2017) (ft. De La Ghetto, Daddy Yankee, Farruko, Arcangel, Anuel AA, J Balvin y Zion)
- (Remix) (2017) (ft. D-Enyel, Alexio, Bryant Myers y Brytiago)
- (ft. Kanti y Riko y Jay Maly)
- (Remix) (2017) (ft. Bad Bunny, Arcangel y J Balvin)
- (Remix) (2017) (ft. Nicky Jam y Bad Bunny)
- (2017) (ft. Romeo Santos)
- (2017) (ft. Alex Sensation)
- (2017)(ft. Anonimus)
- (2017) (ft. Natti Natasha)
- (2017) (ft. Yandel)
- (2017) (ft. J Mashel)
- (2017) (ft. Anonimus)